# Curzio Malaparte
Curzio Malaparte, pravo ime – Kurt Erich Suckert, (Prato, 9. lipnja 1898. – Rim, 19. srpnja 1957.), bio je talijanski književnik i publicist.

## Životopis
Sin Nijemca koji je upravljao tvornicom tekstila u Toskani i majke Talijanke, sudjelovao je 1915. – 1918. u Prvome svjetskom ratu kao časnik u alpinskim postrojbama. Dobio je više odličja.
Od 1918. godine počinje pisati kao novinar.
Sudjelovao je u Mussolinijevom "Maršu na Rim" 1922. godine. Kao pripadnik vodećega kruga Fašističke stranke pokreće, 1924. godine, časopis La Conquista dello Stato ("Osvajanje Države") i uređuje nekoliko drugih novina nacionalnog značaja.
Od 1925. godine bira umjetničko ime "Malaparte", kao igru riječi prema slavnom prezimenu "Bonaparte": dok "B(u)onaparte" znači na talijanskom jeziku "Dobra strana", "Malaparte" znači "Loša strana".
Godine 1931. u članku "Umijeće državnoga udara" napada istodobno i Hitlera, i Mussolinija. Biva zatvoren i potom prognan na talijanski otok Lipari i potom Capri. Ondje 1937. godine projektira slavnu "Kuću Malaparte" (Casa Malaparte), luksuznu vilu na visokoj hridi, koju arhitekti cijene kao jedan od najboljih primjera talijanske arhitekture XX. stoljeća. Malaparte je odbio suradnju arhitekata i sagradio kuću uz pomoć lokalnog klesara Adolfa Amitrana.
Godine 1938. dobio je - na osobnu intervenciju Mussolinijevog zeta i ministra vanjskih poslova Galeazza Ciana - dopuštenje da napusti Capri. Dobio je potom i dopuštenje da nastaviti pisati i objavljivati - što je u totalitarnoj fašističkoj državi bilo moguće samo uz odobrenje vlasti. Objavljivao je u razdoblju od 1938. do 1944. godine seriju autobiografskih djela u maniri fantastičnog realizma; od 1941. godine piše kao ratni dopisnik (iz Ukrajine i Rusije, uglavnom) za Corriere della Sera.
Od studenoga 1943. do ožujka 1946. godine radio je za Visoko zapovjedništvo snaga SAD-a u Italiji, kao službenik za odnose s civilima.
Često je mijenjao simpatije i stajališta, pa od republikanca postaje nacionalist, od fašista antifašist i ljevičar (nakon II. svjetskog rata postaje član Talijanske komunističke partije), a na kraju slavitelj kineskog (maoističkog) puta.
Umro je u Rimu 1957. godine, od raka pluća.

## Književno stvaralaštvo
Okušao se u gotovo svim književnim vrstama, ali je najizvrsniji u lirskoj i angažiranoj pripovjedačkoj prozi (Prokleti Toskanci), te fikcijskim romanima o Drugome svjetskom ratu (Kaputt, Koža).
Njegova zadnja za života objavljena knjiga je Prokleti Toskanci iz 1956. godine. Knjiga predstavlja napad na srednje i bogate slojeve iz Toskane - okružje iz kojega je i sam poniknuo.
Malaparteov stil je elegantan a proza prožeta dramatičnim protuslovljima u kojima napetost pojačava Malaparteov stil elegantnog, ali amoralnog pripovjedača: u njegovim glavnim djelima moralnost se prikazuje kao poražena i neprovediva zabluda.

## Djela
- Viva Caporetto!, 1921.
- Tecnica del colpo di Stato, 1931.
- Donna Come Me, 1940.
- The Volga Rises in Europe, 1943.
- Kaputt, 1944.
- La Pelle, 1949.
- Du Côté de chez Proust, 1951.
- Maledetti toscani, 1956.

Posmrtno:
- Benedetti italiani, 1961.

## Kuća Malaparte
Književnik C. Malaparte zapamćen je i kao autor jedne od najljepših vila u povijesti talijanske arhitekture. Kuću je utjecajni fašistički (poslije: komunistički) književnik sagradio dok su ga njegovi stranački drugovi poslali u progonstvo (1931. – 1938.). Prvobitne planove za kuću napravio je poznati talijanski arhitekt Adalberto Libera ali ih je Malaparte odbacio u korist svoje vlastite vizije. Kuća je danas u vlasništvu Malaparteovih nasljednika a može se vidjeti i u Jean-Luc Godardovom filmu Prezir iz 1963. godine, gdje se glumica Brigitte Bardot sunča na krovnoj terasi.

## Vanjske poveznice

### Sestrinski projekti
|  | Zajednički poslužitelj ima još gradiva o temi Curzio Malaparte |
|  | Zajednički poslužitelj ima još gradiva o temi Kuća Malaparte   |